# Gall nival de l'Himàlaia
El gall nival de l'Himalaia (Tetraogallus himalayensis) és una espècie d'ocell de la família dels fasiànids (Phasianidae) que habita vessants rocallosos de l'Himàlaia al nord de l'Afganistan, Turquestan, nord de l'Índia i oest de la Xina.